# Aeroportul Municipal Robert Mueller
Aeroportul Municipal Robert Mueller (IATA: AUS, ICAO: KAUS, FAA LID: AUS) este un aeroport din Austin, Comitatul Travis, Texas, Statele Unite ale Americii.
Situat la o altitudine de 193 m, aeroportul dispune de o singură pistă.